# 제도분석틀
제도분석틀(Institutional analysis and development framework, IAD)는 미국의 정치학자 엘리너 오스트롬에 의해 개발되었다 IAD는 어장, 삼림지대와 같은 공유지 분석에 도움이 되는 일련의 개념을 관련시킨다. 오스트롬은 개인의 사용과 더 넓은 대중의 이익 사이의 균형을 유지하면서 이러한 자원 재고를 지속 가능한 방식으로 처리하는 방식을 지원하는 제도적 구조를 조사했다. 합리적 선택 모델 하에서 IAD는 거버넌스 구조, 행위자의 입장, 개인이 커먼즈 자원에서 자원을 추출하기 위해 고안한 비공식 및 공식 규칙을 공식적으로 탐색하고 문서화함으로써 결과를 설명하고 예측하려는 시도로 고안되었다. 따라서 IAD는 물상 및 사회 과학 에서 일반적으로 사용되는 분석 기술 과 유사한 정책 분석 기능을 문서화하고 일정 기간 동안 기관이 어떻게 운영되고 변화하는지 이해하는 체계적인 방법이다.
IAD 틀은 복잡한 집단 행동 문제를 실질적으로 이해할 수 있는 기능의 작은 부분인 '행동 영역'으로 나누어 인식하는 데 도움이 된다. 분석가는 행동 상황의 구조가 단기적으로 고정되어 있다고 가정한다. 액션 상황이 존재하려면 "위치에 있는 행위자"(이 반복되는 상호 작용 상황에서 사용할 수 있는 가능한 역할의 수)가 있어야 한다. 행위자는 기존(규칙) 구조 내에서 선택권을 갖다. 집단 선택 상황의 결과 연구에서 행위자는 제도적 장치, 사회경제적 조건, 물리적 환경의 영향을 받는다.